# مزرعه چاه گلابی
مزرعه چاه گلابی یک منطقهٔ مسکونی در ایران است که در دهستان ارد واقع شده‌است.